# Koninklijke Beerschot Voetbal en Athletiek Club
Koninklijke Beerschot Voetbal en Atletiek Club, mais conhecido como Beerschot, é um clube de futebol extinto, com sede na cidade de Antuérpia, na Bélgica. O clube foi fundado em 1899 como uma dissidência do Royal Antwerp Football Club. Depois de várias crises financeiras ao longo dos anos, o clube se fundiu com o K.F.C. Germinal Ekeren, em 1999, formando o K.F.C. Germinal Beerschot.

## Títulos
- Segunda Divisão Belga: 1906–07
- Jupiler Pro League: 1921–22, 1923–24, 1924–25, 1925–26, 1927–28, 1937–38 e 1938–39
- Copa da Bélgica: 1970–71 e 1978–79